# Margelopsis gibbesi
Margelopsis gibbesi är en nässeldjursart som först beskrevs av Edward McCrady 1859.  Margelopsis gibbesi ingår i släktet Margelopsis och familjen Margelopsidae. Inga underarter finns listade i Catalogue of Life.